# وقواق مرقط كبير
وقواق مرقط كبير يسمى أيضا وقواق أرقط (الاسم العلمي: Clamator glandarius) (بالإنجليزية: Great Spotted Cuckoo)‏ هو طائر ينتمي إلى وقواق (فصيلة: Cuculidae).